# Чуррука, Аметс
Аметс Чуррука Ансола (исп. Amets Txurruka Ansola; род. 10 ноября 1982, Эчеварриа) — испанский профессиональный шоссейный велогонщик баскского происхождения, выступающий за команду «Caja Rural».

## Биография
Первый профессиональный контракт баск подписал в 2006 году, но не с национальным проектом «Euskaltel-Euskadi», а с британским коллективом «Barloworld». Однако уже в следующем году Чурукка перешёл в баскскую команду.
Главным успехом для Чурруки стало завоевание звания самого агрессивного гонщика на Тур де Франс 2007. Редкий горный этап обходился без атаки баска, а после 12-го этапа, когда его и француза Пьеррика Федриго настигли всего за километр до финиша, Аметс получил красный номер самого агрессивного гонщика. Интересным фактом также является то, что на награждении сильнейших на Елисейских полях Чурукка стоял на подиуме в белой майке лучшего молодого гонщика. Это объясняется тем, что победитель молодёжного зачёта — Альберто Контадор — выиграл жёлтую майку, а вице-чемпион — Хуан Маурисио Солер стал лучшим горным гонщиком. Поэтому белую майку на своих плечах нёс третий в молодёжном зачете.
2008 год оказался для Аметса не столь успешным — французский Тур он закончил 52-м, а Вуэльту — 45-м. Единственным успехом для баска стала победа на малоизвестной испанской гонке памяти Жокина Ормаэчеи. 
В 2009 году на 13-м этапе Тура Чуррука занял второе место, отобравшись в удачный отрыв. Однако гонку ему закончить не удалось, так как на 19-м этапе он не попал в лимит времени. Испанскую Вуэльту Аметс смог завершить, заняв 29-е место. 
В следующем году на Вуэльте Чуррука занял сопоставимое место — 31-е, несмотря на то, что был ориентирован на поддержку лидера команда Игора Антона. Кроме этого, баск выиграл Кубок Тайваня, опередив Тадея Вальявеца.
В 2011 году основной целью Чурруки было успешное выступление на французском Туре, но он вынужден был покинуть его уже на девятом этапе из-за сломанной ключицы.
Не слишком успешным для баска оказался и следующий сезон: он стартовал на всех трех супермногодневках, но особых успехов ни Аметс, ни его команда не добились. Лучшим его результатом стала седьмое место на одном из этапов Джиро. В конце сентября руководство Euskaltel Euskadi объявило о том, что не намерено заключать с Чуррукой новый контракт. Спустя некоторое время баск заключил с испанской командой второго дивизиона Caja Rural.
В новой команде Аметс получил значительно бо́льшую свободу действий и смог добиться высоких результатов. Так он выиграл горный зачет домашнего Тура страны Басков, проведя в затяжных горных отрывах почти все этапы многодневки. А в начале мая на Вуэльте Астурии баск добыл первую профессиональную победу, выиграв первый этап гонки. На втором этапе, который завершался непростым подъёмом, он смог удержаться в группе сильнейших горовосходителей и выиграл общий зачет, одержав свою вторую победу на следующий день после первой.